# 康如茶卡
康如茶卡又叫康鲁茶卡（藏語：ཁང་རོ་ཚྭ་ཁ།，威利转写：khang ro tshwa kha，THL：Khangro Tsakha）藏语意为“废墟盐湖”，位于中国西藏自治区那曲市尼玛县境内，地处尼玛县中部，加若山西南麓。湖面海拔4766米，面积16平方公里。湖区年均气温-6～-4℃，年均降水量150～200毫米。湖水主要靠冰雪融水和地下渗流补给，无常年性河流流入。